# Our President
Pour plus de détails, voir Fiche technique et Distribution.
Our President (hangeul : 노무현입니다 ; RR : Nomuhyeonibnida) est un documentaire sud-coréen écrit et réalisé par Lee Chang-jae, sorti le 25 mai 2017.
Aussi connu sous le nom de Projet N, il totalise plus de 1,5 million d'entrées dans le box-office sud-coréen de 2017.

## Synopsis
Sur la base d'entretiens avec l'actuel président Moon Jae-in et des anciens assistants de Roh Moo-hyun, Our President détaille le processus dramatique de Roh pour remporter la primaire de ce qui était alors le Parti démocrate du millénaire, passant de 2% d'intentions de vote jusqu'à devenir candidat à la présidentielle en 2002.
Roh est président de 2003 à 2008 et se suicide peu de temps après la fin de son mandat dans un scandale de corruption.

## Production
Le réalisateur Lee Chang-jae déclare : « Nous avions décidé de faire le documentaire en avril de l'année dernière, mais nous avons fait face à beaucoup de difficultés jusqu'à ce qu'il sorte finalement cette année. Si nous ne n"aurions pas trouver de distributeur, nous l'aurions sorti sur l'internet ». Il remercie les millions de personnes ayant participé aux manifestations en automne et hiver pour la destitution de la présidente Park Geun-hye à la suite du scandale Choi Soon-sil et ont indirectement ouvert la voie à un climat social plus favorable à ce documentaire.